# Tina

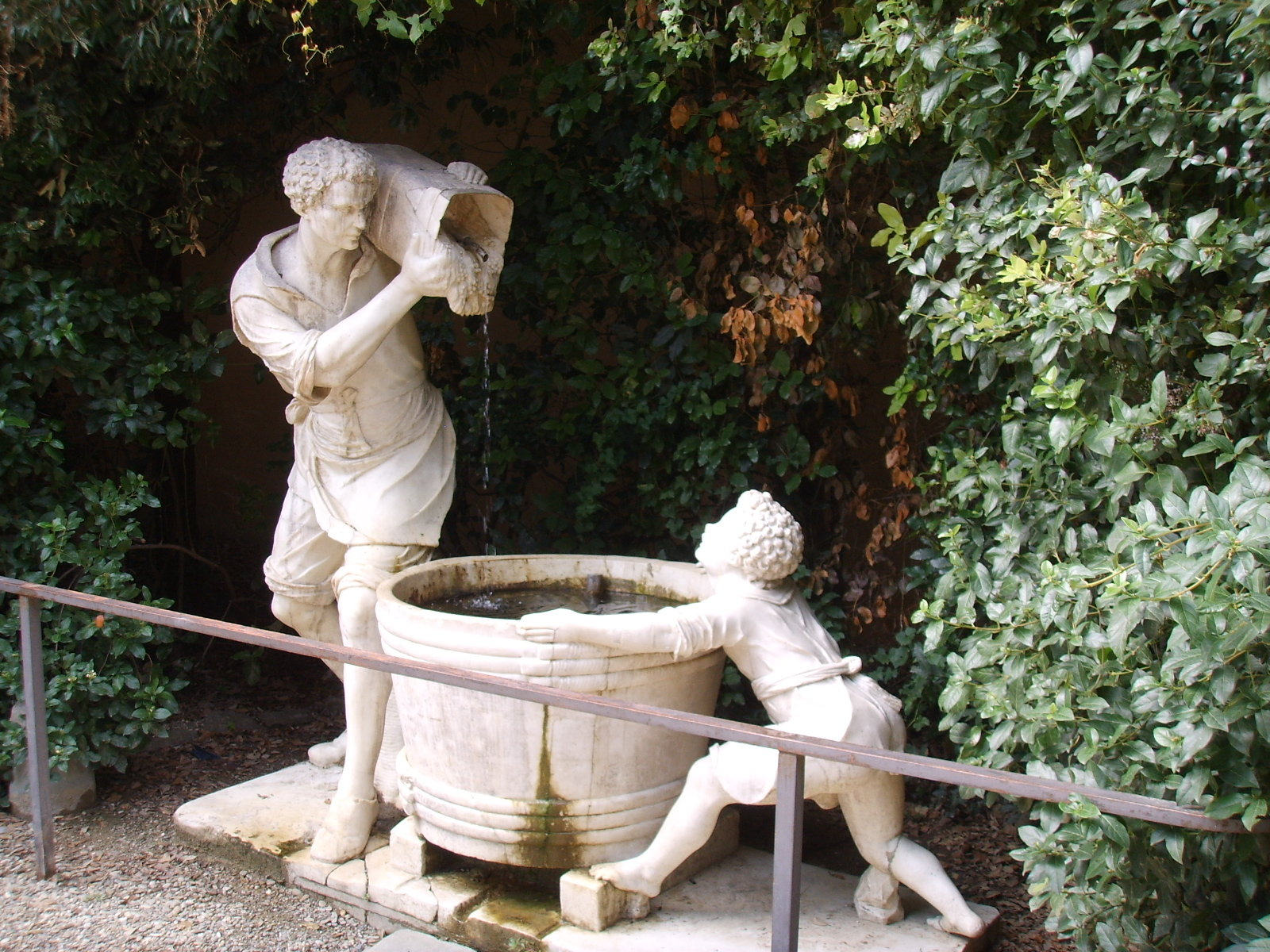
Fuente del hombre que descarga la canasta de la vid en una tina en el Jardín de Bóboli (Florencia), Italia.

Una tina, también pila, bañera o artesa, es un receptáculo o vasija para uso doméstico, originalmente de madera o barro y con forma troncocónica, similar a media barrica. También se denomina tina al recipiente grande, de forma de caldero usado para el tinte de telas y otras labores tradicionales (vendimia, matanza del cerdo, etc). Finalmente, tina también es sinónimo de tinaja. La tina pequeña de madera se denomina, a su vez, tinaco y tineta. En Chile se llama así al florero o jarro grande.

## Etimología y usos

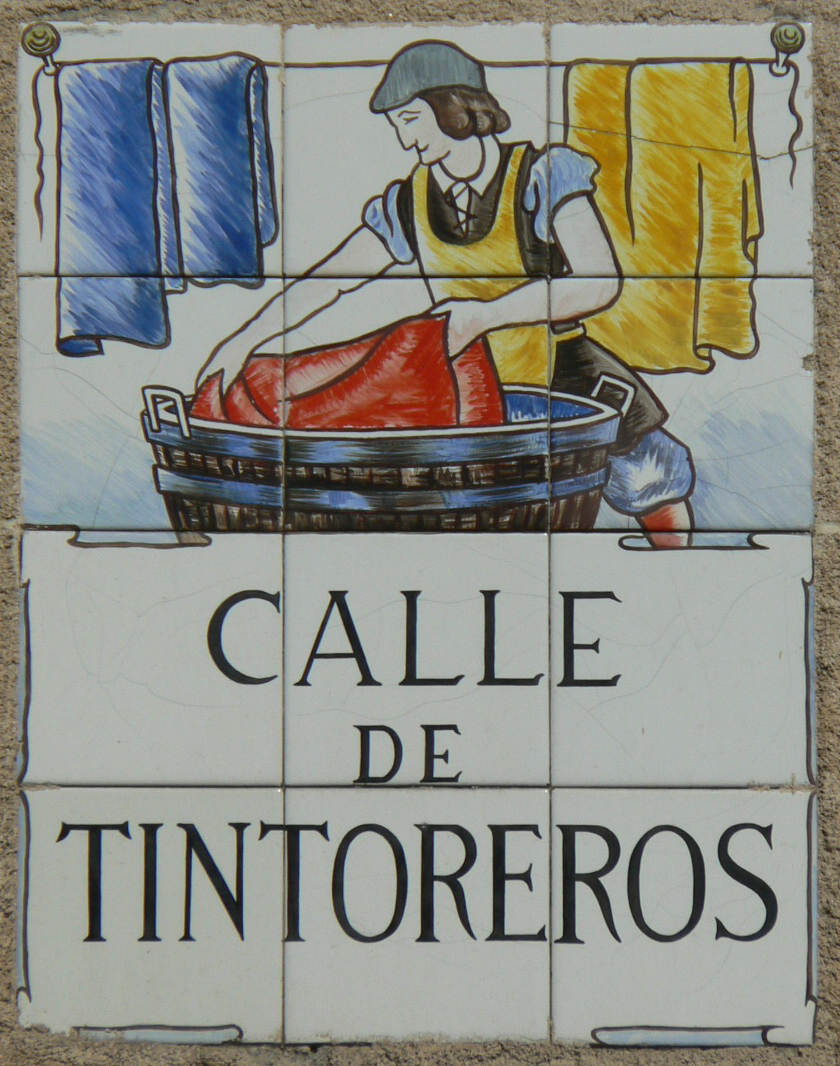
La calle de Tintoreros de Madrid, en la placa del callejero madrileño del ceramista Ruiz de Luna.

Considerando su uso primitivo en tareas de tintorería, Covarrubias refiere tina a tingo, por teñirse en ella las sedas y paños.
Esta cita etimológica confirma que al menos dos de los oficios tradicionales más ligados a la tina fueron el de tintorero y el de curtidor, que en el tercer mundo aún pervivían y convivían al comienzo del siglo XXI. Sirvan como referencia: las tenerías de la Medina de Fez, en Marruecos, con más de un centenar de tinas de barro para tintar y remojar pieles y tejidos; o la iconografía medieval en la que, invariablemente, se observa a un artesano del tintado junto a una tina, casi siempre de madera, removiendo los tejidos a mano o con un palo.

## Latina caliente

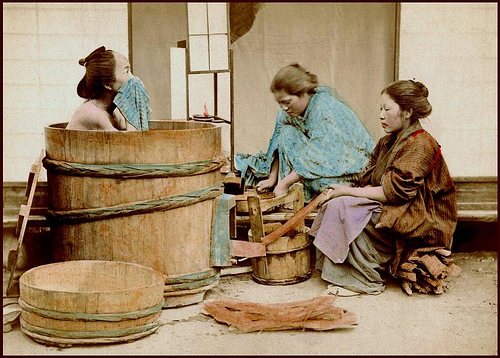
Samurái disfrutando del precedente japonés de la tina caliente.

Se atribuye a los egipcios el origen del uso de los baños de 
agua caliente con fines terapéuticos. Se han  encontrado vestigios 
arqueológicos de tinas en piedra y madera construidas hace más de 5.000 años. Asimismo está documentado en la cultura greco-romana. El rey medo Fraortes, tenía su propia tina en sus aposentos en el año 600 A.C.
En el capítulo de la higiene y la salud, la tina caliente de madera, de uso común desde la antigüedad en los países septentrionales y emparentadas con el ofuro japonés, ha entrado en la espiral de consumo de los llamados países desarrollados y están diseñadas para su uso a la intemperie (dentro de la casa, el exceso de vapor puede provocar mohos y otros problemas). La temperatura del agua aconsejada para niños y adultos es de 38° a 40&nbspc;°C. La tinas modernas se fabrican en maderas especiales, disponen de un banco, o varios en el caso de las grandes, y suelen llevar incorporado un calefactor interior o exterior alimentado por leña o gas. Hay diferentes modelos, con un volumen que oscila entre los dos mil y cinco mil litros, con capacidad proporcional para 2/3 a 8/10 personas.
La alternativa industrial más evolucionada en este campo es la tina de fibra de vidrio, y la opción económica la piscina inflable de plástico para uso lúdico.

## La tina en la vendimia (Manuscritos medievales)
En la vendimia, el uso de la tina se documenta desde la Antigua Grecia hasta finales del siglo XX. Como barreño manejable, en la recogida de los racimos, y como recipiente (de unos 70 cm hasta tres metros de diámetro, y a veces mayor) para el transporte y posterior 'pisado de la uva', proceso ancestral que aún se practica en algunos viñedos pero que industrialmente es realizado por sofisticada maquinaria.

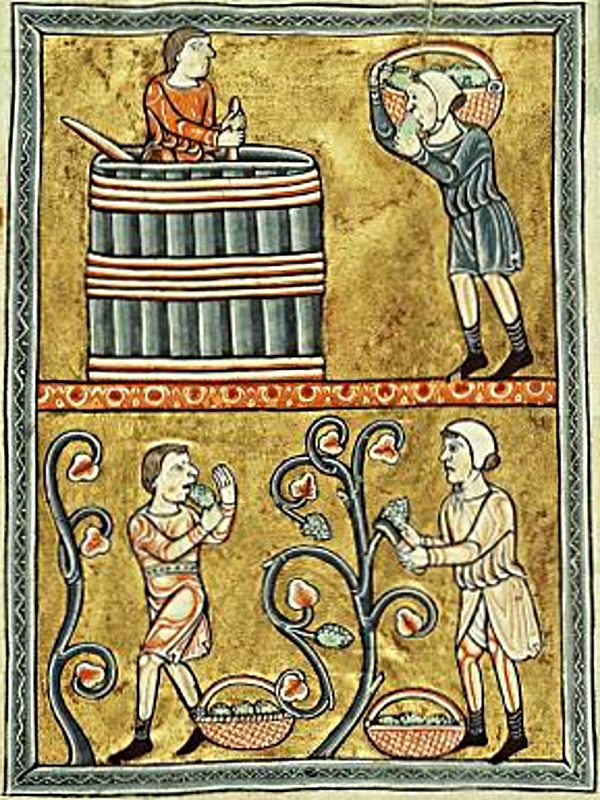
Ilustración en un salterio iluminado, hacia 1180.
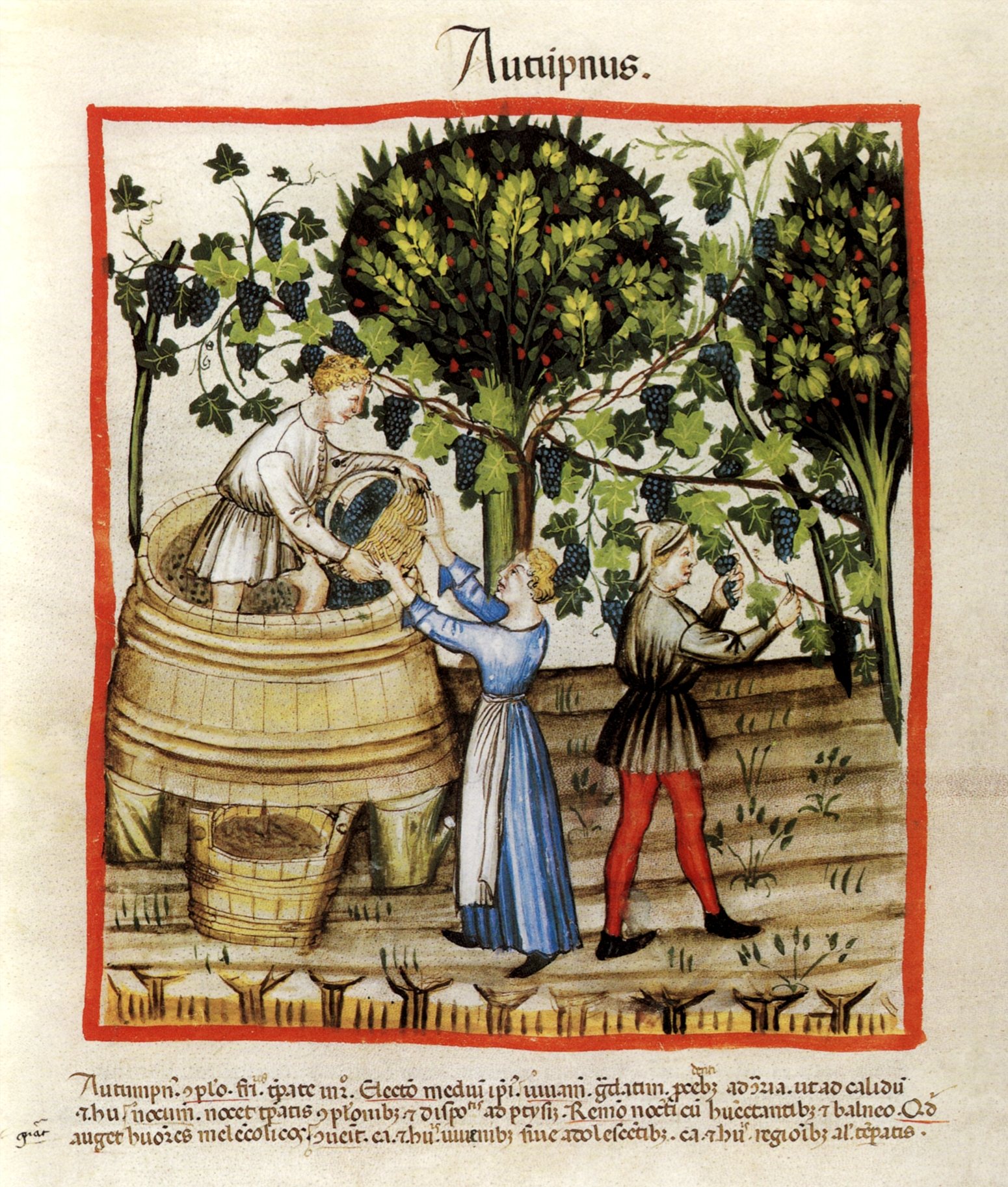
«Tacuin Rosebis» (Tacuinum Sanitatis o 'libro de remedios sanadores' de Viena), manuscrito anónimo del siglo XVI.
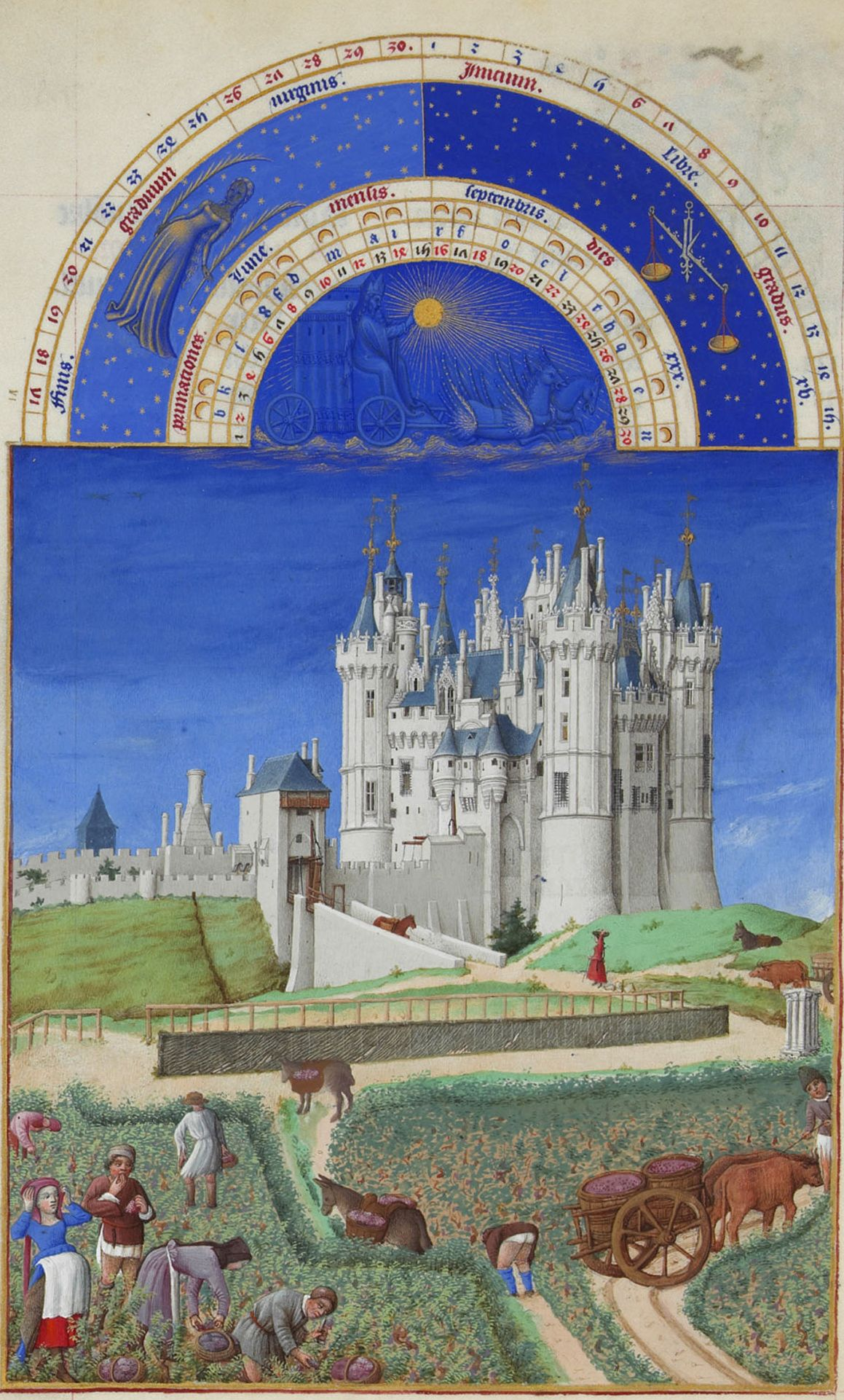
El mes de septiembre en el calendario de Les Très Riches Heures du duc de Berry, hacia 1410-1440.